# نیکولای موریلوف
نیکولای موریلوف (روسی: Николай Серге́евич Морилов؛ زادهٔ ۱ اوت ۱۹۸۶) اسکی‌باز صحرانوردی اهل روسیه است.